# Danzig (album)
Danzig è l'album di debutto del gruppo omonimo guidato da Glenn Danzig, pubblicato nel 1988. L'album, il primo uscito per la Def American di Rick Rubin, è stato registrato negli studi della Atlantic Records e della Chung King House Of Metal. Danzig è l'album del gruppo che ha venduto di più (Thrall: Demonsweatlive ha ottenuto il disco di platino ma è un EP) ed ha ottenuto il disco d'oro negli Stati Uniti nel 1994.
Nel giugno del 2017 la rivista Rolling Stone ha collocato l'album alla ventitreesima posizione dei 100 migliori album metal di tutti i tempi.

## Il disco
La canzone Mother è diventata una hit sia nelle radio sia su MTV nel periodo 1993-94 dopo essere stata inclusa in Thrall: Demonsweatlive, e successivamente è stata inserita in molte compilation hard rock/heavy metal/alternative rock e nei videogiochi Grand Theft Auto: San Andreas, Guitar Hero II e True Crime: New York City.
James Hetfield, cantante e chitarrista dei Metallica, ha partecipato insieme a Glenn Danzig ai cori di Twist of Cain, Possession e Am I Demon, ma a causa degli obblighi contrattuali di Hetfield con la Elektra Records, non è stato accreditato. 
Le prime versioni di Twist of Cain e Possession, erano inizialmente destinate per quello che avrebbe dovuto essere l'ultimo album dei Samhain, il precedente gruppo di Glenn Danzig, intitolato Samhain Grim. Queste prime versioni presentavano arrangiamenti e testi diversi e talvolta venivano suonate in tonalità differenti.
La canzone When Death Had No Name e la cover di Trouble di Elvis Presley, entrambe suonate dal vivo dai Danzig dal 1988 al 1991, sono state registrate durante le sessioni di Danzig ma non sono state inserite nell'album. Registrazioni successive di questi brani sono state incluse in altri lavori del gruppo.

## Tracce
Testi e musiche di Glenn Danzig.
1. Twist of Cain – 4:17
2. Not of This World – 3:42
3. She Rides – 5:10
4. Soul On Fire – 4:36
5. Am I Demon – 4:57
6. Mother – 3:24
7. Possession – 3:56
8. End of Time – 4:02
9. The Hunter – 3:31
10. Evil Thing – 3:16

## Formazione
- Glenn Danzig - voce
- Eerie Von - basso
- John Christ - chitarra
- Chuck Biscuits - batteria

## Classifiche
Album
| Anno | Classifica    | Posizione |
| ---- | ------------- | --------- |
| 1988 | Billboard 200 | 125       |

Singoli
| Anno | Singolo  | Classifica             | Posizione |
| ---- | -------- | ---------------------- | --------- |
| 1993 | "Mother" | Mainstream Rock Tracks | 17        |
| 1994 | "Mother" | Billboard Hot 100      | 43        |